# Municipio de South Elkhorn
South Elkhorn Township es un municipio del condado de Warren, Misuri, Estados Unidos. Según el censo de 2020, tiene una población de 7440 habitantes.

## Geografía
El municipio está ubicado en las coordenadas 38°47′14″N 91°07′30″O / 38.78722, -91.12500 (38.787216, -91.124996). Según la Oficina del Censo, tiene una superficie total de 71.04 km², de los cuales 69.06 km² corresponden a tierra firme y 1.98 km² están cubiertos de agua.

## Demografía
Según el censo de 2020, hay 7440 personas residiendo en la zona. La densidad de población es de 107.73 hab./km². El 88.8% de los habitantes son blancos, el 2.3% son afroamericanos, el 0.3% son amerindios, el 0.6% son asiáticos, el 1.0% son de otras razas y el 6.0% son de una mezcla de razas. Del total de la población, el 2.8% son hispanos o latinos de cualquier raza.